# Pholcus tenerifensis
Pholcus tenerifensis är en spindelart som beskrevs av Jörg Wunderlich 1987. Pholcus tenerifensis ingår i släktet Pholcus och familjen dallerspindlar.
Artens utbredningsområde är Kanarieöarna. Inga underarter finns listade i Catalogue of Life.